# هايام وروك

شجرة عائلة أسرة راجاسا - الأسرة الملكية لسينغاساري وماجاباهيت. ويظهر اسم الحاكم إلى جانب فترة حكمه.

إن هايام وروك (بالإنجليزية: Hayam Wuruk)، عرف أيضًا (بعد 1350) باسم راجاسانگارا (أمير سانجارا)، (في الفترة من 1334 حتى 1389)، هو عاهل جاوي من أسرة راجاسا والملك الرابع لـ إمبراطورية ماجاباهيت. وحكم الإمبراطورية بالاشتراك مع رئيس وزرائه جاجاه مادا (Gajah Mada) في فترة من أزهى عصورها. وسبقه في الحكم تريبهوانا ويجاياتونجاديوي (Tribhuwana Wijayatunggadewi) وخلفه زوج ابنته ويكراماواردهانا (Wikramawardhana). ومعظم أحداث حياته مأخوذة عن ناجاراكريتاجاما (Nagarakretagama) وباراراتون (Pararaton).

## النشأة
ولد هايام وروك عام 1334م لأسرة هندوسية ، في العام الذي أعلن فيه جاجاه مادا عن قسمه قسم بالابا(Sumpah Palapa).
ويعني الاسم هايام وروك «الديك العالم». وأبواه هما تريبهوانا تنجاديوي (Tribhuwana Tunggadewi) وسري كيرتاواردهانا (Kertawardhana) أو كاكرادهارا (Cakradhara). وكانت أمه ابنة رادن ويجايا (Raden Wijaya) مؤسس ماجاباهيت، بينما كان أبوه ابن تومابل بهر (Bhre Tumapel) الملك الأصغر لـ سينغاساري (Singhasari). وامتدح باراراتون وناجاراكريتاجاما هايام وروك بأنه وسيم ومشرق الوجه، وأنه ذو موهبة فذة وأنه كان طالبًا فريدًا في الفنون العسكرية اللطيفة من الرماية والمبارزة، وأنه بارع في قراءة الكتب السياسية إضافة إلى كتب الفنون والموسيقى. وكان معروفًا بأنه راقص احتفالات بارع في البلاط الملكي. وتشير بعض الروايات إلى أداء هايام وروك في الرقصة التنكرية أثناء احتفالية جاوا تقليدية. وعلمته الملكة تريبهوانا أمه وهيأته ليكون خليفة لها في حكم ماجاباهيت.

## فترة الحكم
في عام 1350، تُوفيت راجاباتني جاياتري (Gayatri Rajapatni) في دير بوذي بعد إحالتها إلى التقاعد. وكانت زوجة رادن ويجايا (Raden Wijaya) - أول ملك لماجاباهيت - وأيضًا جدة هايام وروك. واضطرت الملكة تريبهوانا للتخلي عن العرش لأنها كانت تحكم ماجاباهيت برعاية راجاباتني، وأجبرت على أن تُجلس ابنها على عرش البلاد.
ورث هايام وروك كرسي الملك في 1350 في سن السادسة عشرة حين كان باتيه (patih) (رئيس الوزراء) جاجاه مادا في ذروة نجوميته. وفي عهده، بسطت ماجاباهيت نفوذها على مجموعة الجزر الإندونيسية.
ووفقًا لما ذكره باراراتون وكيدونج سوندا (Kidung Sunda)، في عام 1357 كان متوقعًا أن يتزوج هايام وروك من داياه بيتالوكا سيتراريسمي - أميرة مملكة سوندا ويبدو أن هذا الارتباط الملكي كان لأسباب سياسية هي توطيد العلاقة بين ماجاباهيت والممالك السوندية. ومع ذلك تورطت العائلة الملكية السوندية وحراستها في مناوشات مع قوات ماجاباهيت أثناء حادثة بوبات. وانتهى الزفاف الملكي المنتظر بكارثة حقيقية بعد موت الأميرة وجميع أفراد العائلة الملكية السوندية. وألقى العاملون بالبلاط الملكي اللوم على جاجاه مادا لأنه كان يهدف إلى مطالبة المملكة السوندية بالاستسلام فأفضى ذلك إلى سفك دماء الكثيرين.
وبعد ذلك بسنوات عديدة تزوج هايام وروك من ابنة عمه بادوكا سوري (Paduka Sori). وفي عام 1365 (أو 1287 تقويم ساكا)، كتب مبو برابانكا (Mpu Prapanca) قصائد كاكاوين ناجاراكريتاجام (Nagarakretagama) - مدح جاوي قديم للملك هايام وروك. وتحتوي هذه القصيدة على وصف لرحلاته في أنحاء مملكة ماجاباهيت لتفقد القرى والأضرحة المقدسة والممالك التابعة ومنطقة شرق جاوا.
وابنة هايام وروك هي كوسوماواردهاني (Kusumawardhani) ولية العهد وزوجته هي الملكة سوري. وتزوجت كوسوماواردهاني من الأمير ويكراماواردهانا الذي ينتمي إلى العائلة. إلا أنه أنجب طفلاً من زوجة ثانية اسمه الأمير ويرابهومي. وبعد وفاة هايام وروك في عام 1389، تعرضت الإمبراطورية لفوضى عارمة وتدهور مستمر أثناء الصراع الذي دار بين ويكراماواردهانا (Wikramawardhana) وويرابهومي على تولي الحكم. وانتهى النزاع بهزيمة ويرابهومي في حرب باريجريج (Paregreg). وأصبح ويكراماواردهانا ملكًا لماجاباهيت خلفًا لهايام وروك.